# Споменик на Градини
Споменик на Градини се налази у Злакуси, на највишој тачки села (врх Градина 931мнв). Посвећен је погинулим борцима Прве ужичке партизанске чете у оружаном сукобу са немачким војним снагама припомогнутим њиховим сарадницима (шиптарским одредом). Подигао га је Савез бораца НОр-а из Титовоужичког среза 7. јула 1950. године, а обновио га је СУБНОР села Дрежника 7. јула 1976. године.
У бици на Градини, 18. августа 1941. године погинули су народни хероји: Милан Мијалковић и Исидор Иса Барух, као и пет бораца: Олга Ђуровић, Љубиша Веснић, Милорад Перишић, Радоје Раде Стефановић и Радосав Богићевић.

## Изглед споменика
Споменик је сазидан од камена које се налазило на самој Дрежничкој Градини. Споменик је у облику пирамиде и на самом врху има петокраку звезду. Са места где је споменик подигнут пружа се јединствен поглед под 360 степени на целу околину: врхове Златибора, долину Рзава и села Роге и Дрежник са једне стране, односно на врхове Овчара, Каблара, Јелове Горе, панораме Севојна, Пожеге, Злакусе и долину реке Ђетиње, са друге стране. На овом месту уређено је и полетилиште за параглјадере, а Етно парк „Терзића авлија” маркирао је и стазе од центра села до споменика тако да је овај врх омиљена дестинација за сва планинарска друштва која долазе у Злакусу и околину.